# Heinrich Kuba
Heinrich Kuba (* 5. September 1937 in Mistelbach) ist ein ehemaliger österreichischer Politiker (SPÖ) und ÖBB-Beamter. Kuba war von 1982 bis 1994 Abgeordneter zum Nationalrat.
Kuba besuchte nach der Volksschule ein Realgymnasium und trat 1956 in den Dienst der ÖBB ein. Er war politisch als Obmann der Stadtorganisation und Bezirksvorsitzender der SPÖ Mistelbach aktiv und vertrat die SPÖ vom 9. Dezember 1982 bis zum 6. November 1994 im Nationalrat.